# Annette von Droste-Hülshoff
Annette von Droste-Hülshoff (pełne nazwisko: Anna Elisabeth Franzisca Adolphine Wilhelmine Louise Maria von Droste-Hülshoff, ur. 12 stycznia 1797 w Burg Hülshoff w Westfalii, zm. 24 maja 1848 w Meersburgu nad Jeziorem Bodeńskim) – niemiecka pisarka. Uważana jest za jedną z najwybitniejszych pisarek niemieckich. Jej podobizna widniała na dwudziestomarkowym banknocie.

## Dzieła
- Gedichte, 1838
- Die Judenbuche (nowela), 1842[1]
- Gedichte, 1844
- Westfälische Schilderungen, 1845
- Das geistliche Jahr (cykl wierszy), 1851
- Der Knabe im Moor (ballada)
- Letzte Gaben (spuścizna), 1860
- Listy Annette von Droste-Hülshoff i Philippa W.

## Opracowania
- Annette von Droste-Hülshoff, ihre dichterische Entwicklung und ihr Verhältnis zur englischen Literatur (Annette von Droste-Hülshoff: jej poetycki rozwój i relacja z angielską literaturą), rozprawa doktorska Berthy Badt-Strauss[2]
- Peter Berglar: Annette von Droste-Hülshoff. Rowohlt Verlag, Reinbek 1967
- Levin Schücking: Annette von Droste. Stuttgart 1964
- E. Staiger: Annette von Droste-Hülshoff. Frauenfeld 1967
- Doris Maurer: Annette von Droste-Hülshoff. Turm-Verlag 1996, ISBN 3-929874-01-6
- Ernst Ribbat (ed.): Dialoge mit der Droste, Schöningh Verlag, Paderborn 1998, ISBN 3-506-77209-0
- Meinolf Schumacher: "Ein Wüstenherold für die Noth. Zu Pragmatik und Aktualität von Annette von Droste-Hülshoffs 'Geistlichem Jahr'", in Droste-Jahrbuch 6, 2005/06, p. 105-122. ISBN 978-3-86525-066-7